# Pseudoprosopis fischeri
Pseudoprosopis fischeri är en ärtväxtart som först beskrevs av Paul Hermann Wilhelm Taubert, och fick sitt nu gällande namn av Hermann August Theodor Harms. Pseudoprosopis fischeri ingår i släktet Pseudoprosopis och familjen ärtväxter. Inga underarter finns listade i Catalogue of Life.